# Quentalia surynorta
Quentalia surynorta är en fjärilsart som beskrevs av William Schaus 1900. Quentalia surynorta ingår i släktet Quentalia och familjen silkesspinnare. Inga underarter finns listade.